# Mariä Himmelfahrt (Jarzt)

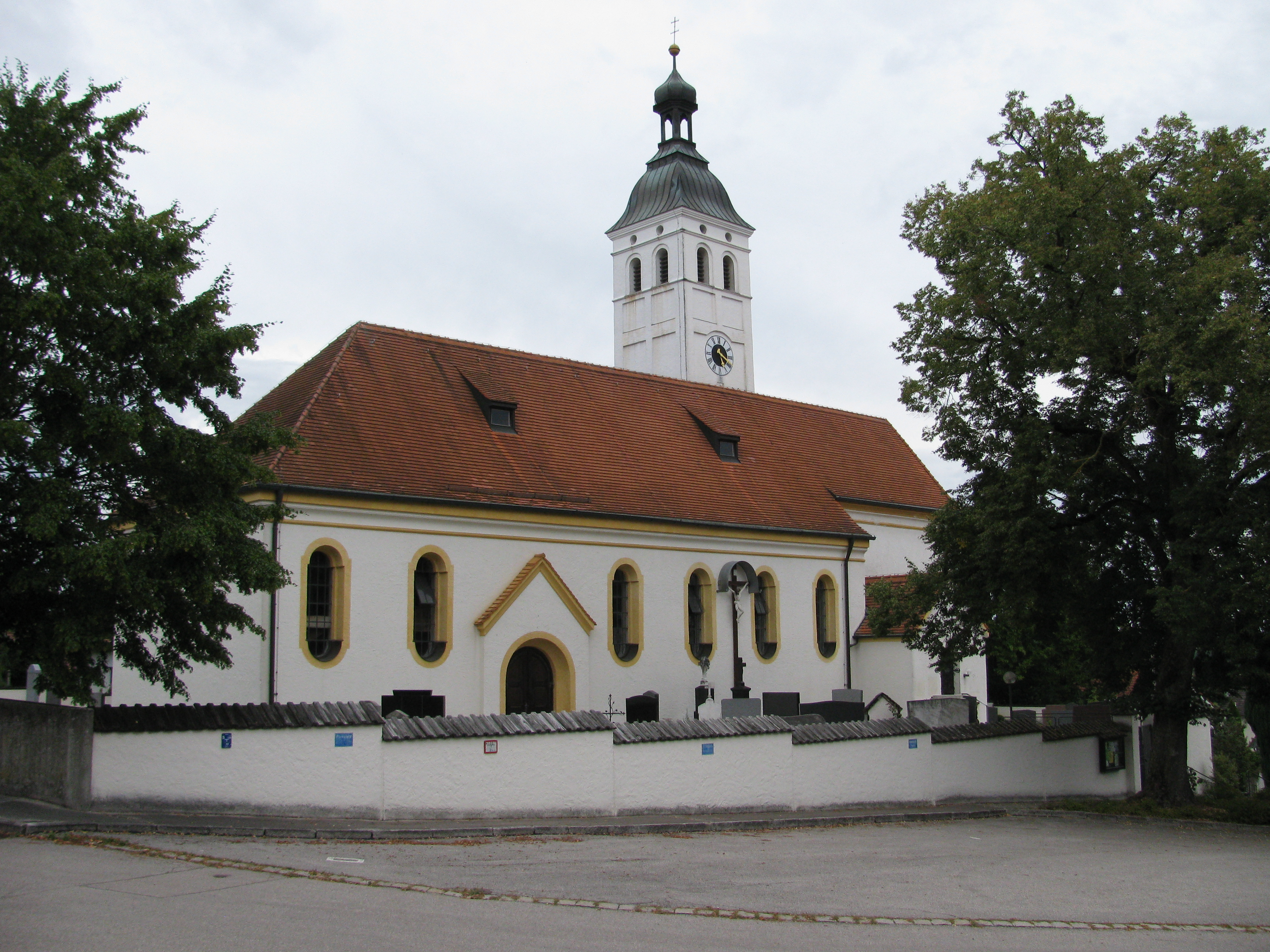
Pfarrkirche Mariä Himmelfahrt von Westen

Die römisch-katholische Pfarrkirche Maria Himmelfahrt im Ortsteil Jarzt der Gemeinde Fahrenzhausen im Landkreis Freising steht erhöht auf dem Kirchberghang oberhalb des Ampertals. Der heutige Kirchenbau stammt überwiegend aus dem Barock, als das Kirchenschiff um 1700 unter Beibehaltung des gotischen Altarraums und des Turmes neu gebaut und anschließend barock ausgestattet wurde. Etwas entfernt westlich davon in höherer Hanglage steht das barocke ehemalige Pfarrhaus. Beide Gebäude zusammen sind geschützte Baudenkmäler.

## Geschichte
Die Pfarrkirche wurde erstmals im Jahr 1315 erwähnt, zu ihr gehörten vier Filialkirchen. 1461 wurde die Kirche erstmals als Marienkirche beschrieben. Die alte Kirche aus dem Mittelalter hatte nicht einmal Fundamente, eine Reparatur lohnte sich bei Baufälligkeit offensichtlich nicht mehr. Das führte 1700 zum Neubau des Langhauses, das heute noch besteht. Am 4. September 1708 wurde die erneuerte Kirche von Fürstbischof Johann Franz Eckher von Kapfing geweiht.
Die Schmidt'sche Matrikel von 1738/40 führt als Filialen der Pfarrei auf: Farenzhausen, Lautterbach, Westerndorff, Apercha und Pelkha sowie die neue Kapelle in Unterpruckh (= Vorgängerbau der heutigen Annakirche).
1874 wurde sie von Anton Mayer wie folgt beschrieben: Baustil des 17.Jahrhunderts. Einschiffig. Geräumigkeit genügend. vierseitiger Kuppel-Thurm mit einer sogenannten Laterne. 3 Glocken vom Jahr 1867 (Bachmair in Erding). 3 Altäre. Orgel mit 8 Registern. Gottesdienste an allen Sonn- und Festtagen. Der Cooperator leistet Aushilfe nach Giebing (2mal) und Haimhausen (3mal). Kreuzgänge: Felderumgang, wobei in Apercha das Hochamt celebrirt wird.
Um 1890 gab es größere Umbaumaßnahmen. 1887 wurde die Kirche von den Gebrüdern Kraft aus Freising ausgemalt. Dazu kamen 12 Apostelleuchter. Auch eine neue Turmuhr wurde für 750 Mark angeschafft, die von Uhrmacher Hemberger aus Erling bei Andechs angefertigt worden war. 1894 renovierte der Maler und Vergolder Franz Welker aus München die drei Altäre der Pfarrkirche sowie die Bilder der Heiligen, die Leuchter und Tafeln.
1928/29 wurden das Kirchenschiff um mehr als 9 Meter auf insgesamt knapp 35 Meter verlängert und die Doppelempore auf eine einfache Empore zurückgebaut. Bis dahin lag der Eingang auf der Westseite und war durch einen kleinen Portikus vor Unwettern geschützt. Durch den Umbau rückte er auf die Südseite. Renovierungen erfolgten in den Jahren 1890/94, 1902, 1929 und 1975.
Seit 2012 gehört die Pfarrei Jarzt – als Teil des Pfarrverbands Fahrenzhausen-Haimhausen – wieder zum Dekanat Dachau, dem es auch schon in vergangenen Zeiten angehört hatte.

## Ausstattung

### Altäre

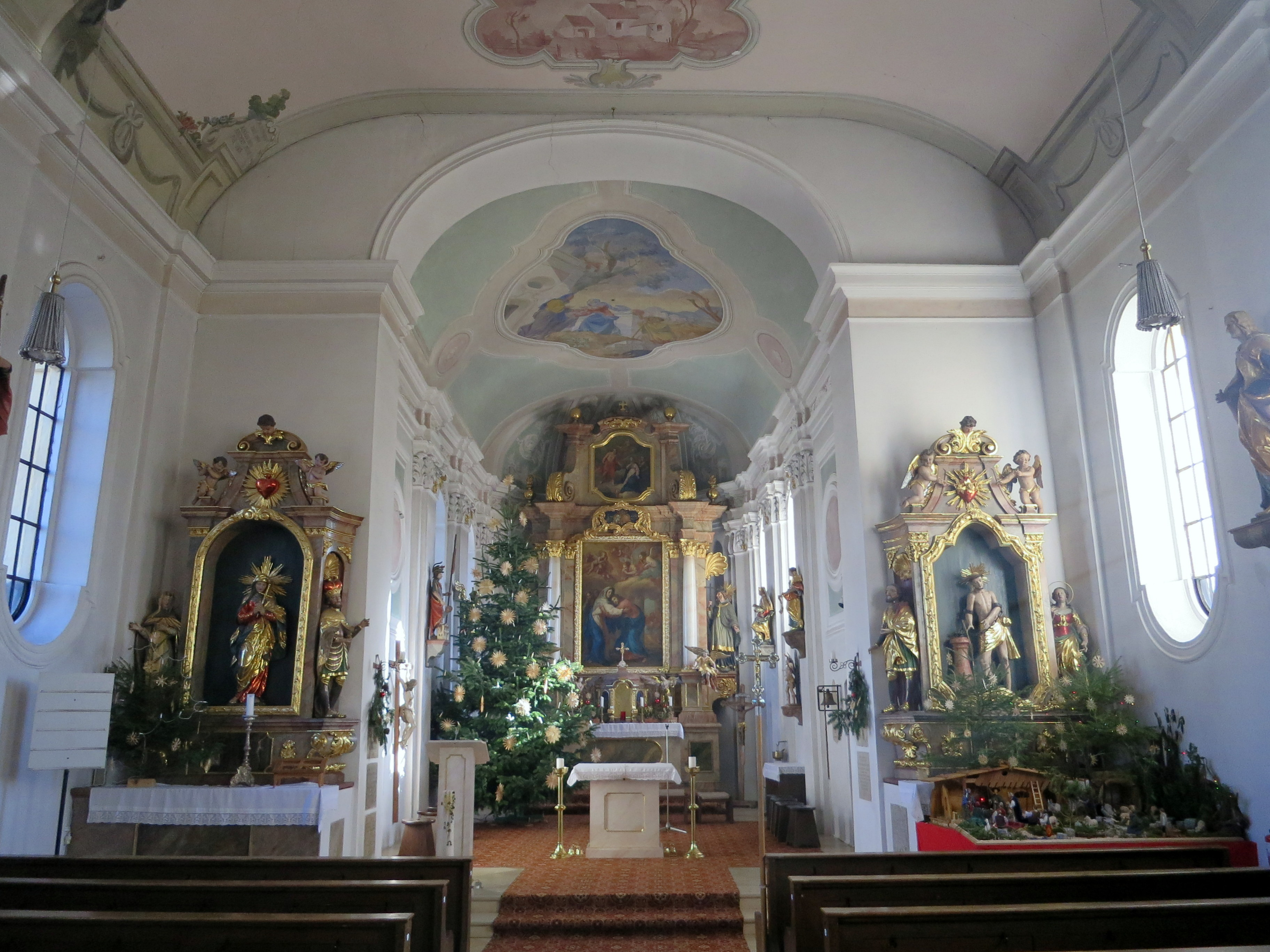
Blick zu den Altären

Der dekorative barocke Hochaltar nimmt fast die gesamte Breite des Chors ein. Das mächtige Hochaltarretabel besitzt ein Altarblatt des Antonio Zanchi. Als Seitenfiguren besitzt er die Heiligen Josef und Johannes Nepomuk.
Die Seitenaltäre aus der Zeit um 1730 (Künstler nicht bekannt) sind im Stil einfacher gestaltet als der Hochaltar (säulenlose Altaraufbauten). Weiterhin weist die Kirche zahlreiche barocke Figuren auf.

### Orgel

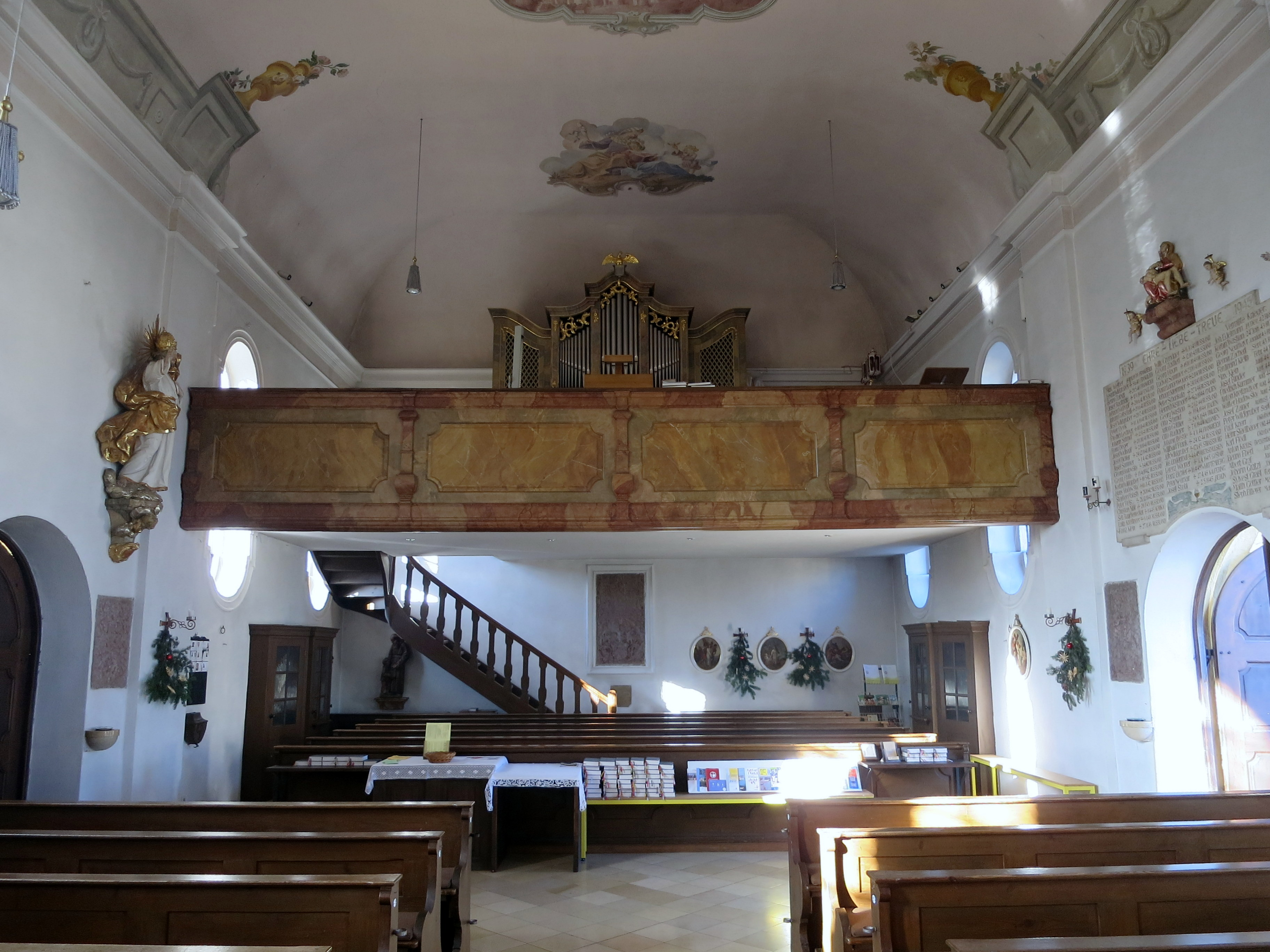
Blick zur Orgel-Empore

Die Orgel aus dem Jahr 1922 (Leopold Nenninger, 2 Manuale, 11 Register) stand schon in der kleineren Kirche vor 1929 auf der Empore. Der Prospekt stammt noch aus 18. Jahrhundert. Stilistisch gehört er dem Ende der Barockzeit und dem Beginn des Klassizismus an.
Am Weihnachtstag 1975 gab die Orgel während der Messfeier ihren Dienst auf. Nach einer Erneuerung durch den Orgelbauer Anton Staller aus Grafing und gleichzeitiger Erweiterung auf 17 Register ist sie seit 1979 wieder zu hören.
Disposition der Orgel
Gedeckt 8', Gamba 8', Voxceleste 8', Rohrflöte 4', Oktave 2', Quinte 1 1/3', Terz 1 1/5 ',
Kopfregal 8', Tremolo, Flöte 8', Principal 4', Blockflöte 2', Mixtur 4 1 1/3', Feldflöte 4',
Subbaß 16', Oktvabaß 8', Flöte 4', Fagott 16.

## Pfarrei und Pfarrhof

### Pfarrei Jarzt
Um das Jahr 1870 beschrieb der Dombenefiziat Anton Mayer das Erzbistum München-Freising. Über die Pfarrei Jarzt schrieb er, sie habe 772 Seelen in 110 Häusern. Davon lebten aber nur 126 Gläubige (in 18 Häusern) in Jarzt selbst, 9 (1) in Bärnau, 79 (12) in Lauterbach, 89 (11) in Unterbruck, 137 (20) in Appercha, 160 (28) in Fahrenzhausen, 83 (8) in Westerndorf und 89 (12) in Oberndorf. Kurz vorher (1868) hatte die Pfarrei den Weiler Pelka verloren. Von Lauterbach gehörten 2 Häuser zur Pfarrei Hohenkammer und 1 Haus nach Giebing.
In Appercha (damalige Schreibweise: Apercha) lebten damals 11 Protestanten (es wurde eigens vermerkt). Der Umfang der Pfarrei betrug damals 1 1/2 Stunden (Gehstunden sind gemeint).
Die Pfarrei Jarzt/Fahrenzhausen bildete viele Jahre mit der Pfarrei Giebing (Landkreis Dachau) und der Kuratie Weng (Landkreis Freising) einen Pfarrverband.
2012 wurde dieser durch die Pfarrei Haimhausen erweitert und in Pfarrverband Fahrenzhausen-Haimhausen umbenannt.

### Barocker Pfarrhof

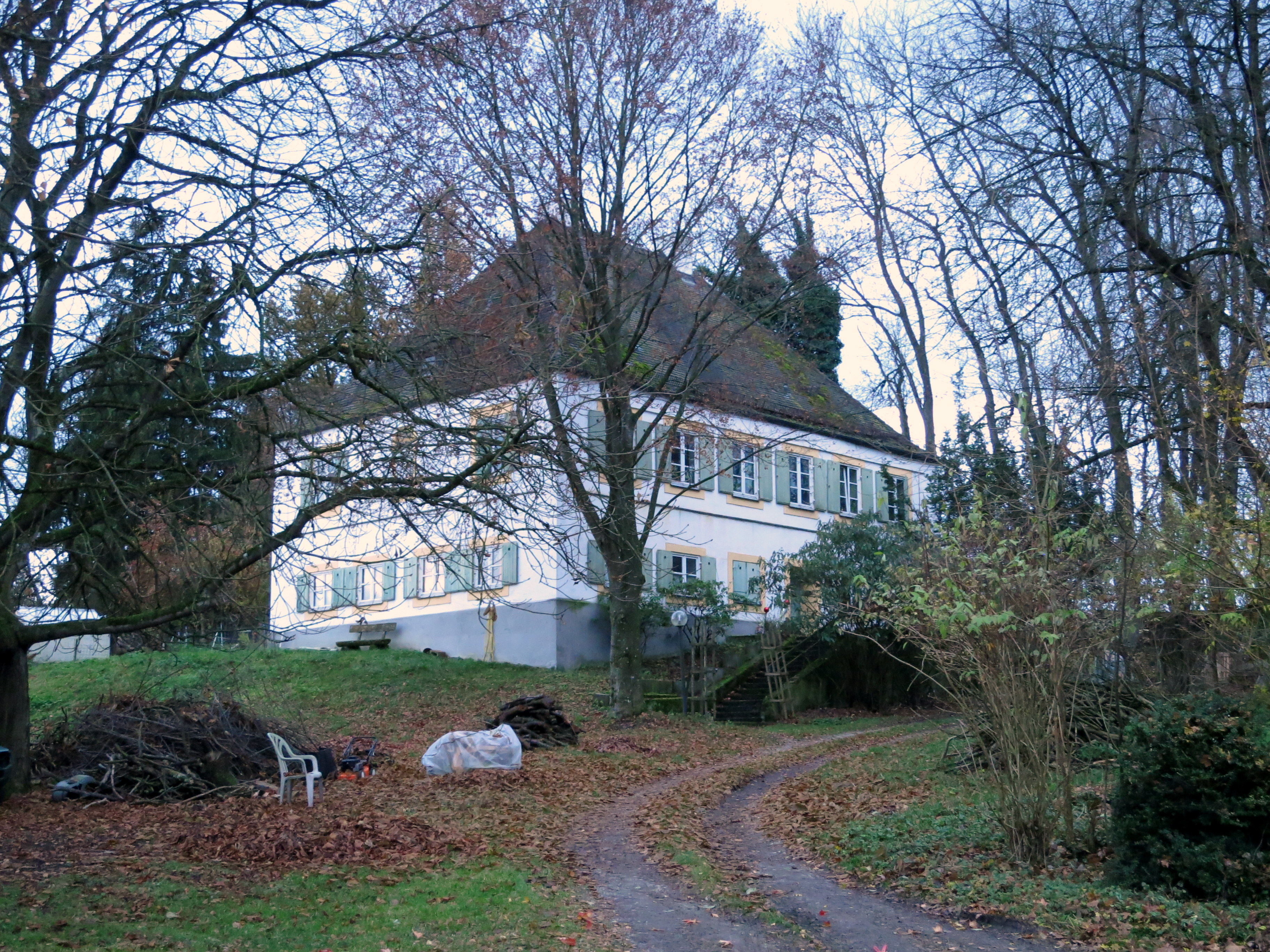
Ehemaliges Pfarrhaus in Jarzt

Am 17. August 1799 brannte der alte Pfarrhof in Jarzt ab. Fast alle Archivalien, Stiftungsbücher, Matrikel und sonstige Schriftstücke verbrannten ebenfalls. Das Pfarrhaus war damals so klein, dass es nicht einmal den Kooperator aufnehmen konnte. Das neue Pfarrhaus wurde dann beträchtlich größer. Darüber hieß es bei Anton Mayer:
Der Pfarrer wohnt mit dem Cooperator für Westerndorf, Apercha und Lauterbach in einem 1805 erbauten Pfarrhaus, auf einem Hügel 100 Schritte von der Kirche entfernt. Für die Entlohnung galt die sogenannte „Spaltzettel“-Regelung (freie Wohnung und Verpflegung, ein bestimmtes Wochengeld (Salär) und ein gewisser Anteil an den Stolgebühren). Auch die Ökonomiegebäude wurden nach dem Brand von 1799 um das Jahr 1805, die Stallungen jedoch erst 1854 neu gebaut. Das Widdum, der Pfarr-Bauernhof umfasst einen Grundbesitz von 91 Tagwerk (30 ha) der Bonität 10.
Sehenswert ist das zweigeschossige Pfarrhaus, das über der Kirche an den Berghang gebaut ist. Es war 1799 abgebrannt. Der heutige Bau wurde erst um 1805 errichtet, weil „die damals herrschenden Kriegsunruhen und die dadurch angehäufte Amtsarbeit die Arbeiten verzögerten“.
Der Historiker Völkl beschrieb den Pfarrhof 1929 folgendermaßen:
Der Pfarrhof, etwa 100 Schritte von der Pfarrkirche entfernt, ist auf seiner Anhöhe von allen Jarzter Häusern am schönsten gelegen. Beim ersten Anblick dünkt der massive Bau dem Betrachter als eine ehemalige Burg. (...) 1619 schreibt der damalige Pfarrer Simon Perkhamer nach seinem Amtsantritt: Ich bin in einen baufälligen und zerschleiften Pfarrhof gekommen. In der Schmidtischen Matrikel vom Jahre 1738 steht über den Pfarrhof geschrieben: Der neu errichtete Pfarrhof hat mit dem Zugehör keinen Defekt. Der Kooperator wohnte vorher in der anliegenden Kornkammer, jetzt aber im Pfarrhof.
Derzeit ist der Pfarrhof an einen kirchlichen Mitarbeiter (Diakon) vermietet.